# Anisocentropus pholos
Anisocentropus pholos là một loài Trichoptera trong họ Calamoceratidae. Chúng phân bố ở miền Australasia.